# Halifax
Halifax je grad u Kanadi. Glavni je grad pokrajine Nove Škotske.
Gradsko područje ima oko 390 096 stanovnika prema popisu iz 2011. godine.
Najveći je grad atlantske Kanade i najveći grad istočno od Quebeca. Halifax je ekonomski centar istočne Kanade i ima veliku koncentraciju državnih službi.

## Povijest
Prostor današnjeg Halifaxa bio je naseljen tisućama godina, većinom plemenom Mi'kmaq. Njihovo ime za Halifax je Jipungtug, što znači velika luka. Prvo europsko naselje datira iz 1749. i nazvano je prema grofu od Halifaxa. Osnivanje naselja započelo je rat jer se time prekršio ugovor s plemenom Mi'kmaq. 

## Vanjske poveznice
- Službena stranica